# Бозуль
Бозу́ль (фр. Bozouls, окс. Boason) — коммуна во Франции, находится в регионе Окситания. Департамент — Аверон. Административный центр кантона Бозуль. Округ коммуны — Родез.
Код INSEE коммуны — 12033.
Коммуна расположена приблизительно в 490 км к югу от Парижа, в 145 км северо-восточнее Тулузы, в 18 км к северо-востоку от Родеза.

## Население
Население коммуны на 2008 год составляло 2772 человека.
| 1962 | 1968 | 1975 | 1982 | 1990 | 1999 | 2008 |
| ---- | ---- | ---- | ---- | ---- | ---- | ---- |
| 1616 | 1701 | 1817 | 2032 | 2060 | 2230 | 2772 |

## Экономика
В 2007 году среди 1688 человек в трудоспособном возрасте (15—64 лет) 1360 были экономически активными, 328 — неактивными (показатель активности — 80,6 %, в 1999 году было 76,6 %). Из 1360 активных работали 1297 человек (707 мужчин и 590 женщин), безработных было 63 (29 мужчин и 34 женщины). Среди 328 неактивных 105 человек были учениками или студентами, 123 — пенсионерами, 100 были неактивными по другим причинам.

## Достопримечательности
- Разлом Бозуль[фр.]
- Церковь Сент-Фост[фр.] (XII век) в романском стиле. Памятник истории с 1920 года[3]
- Церковь Абуль (XII век). Памятник истории с 1987 года[4]
- Башни, расположенные по обе стороны узкого места
- Церковь Св. Пия X. Первый камень был освящён в 1962 году
- Часовня Св. Духа (XIII век)
- Часовня Св. Екатерины (1307 год) в романском стиле
- Фонтан Альранс
- Дольмен. Памятник истории с 1994 года[5]
- Амбар монастыря Севейрак (XIX век). Памятник истории с 2003 года[6]

## Фотогалерея

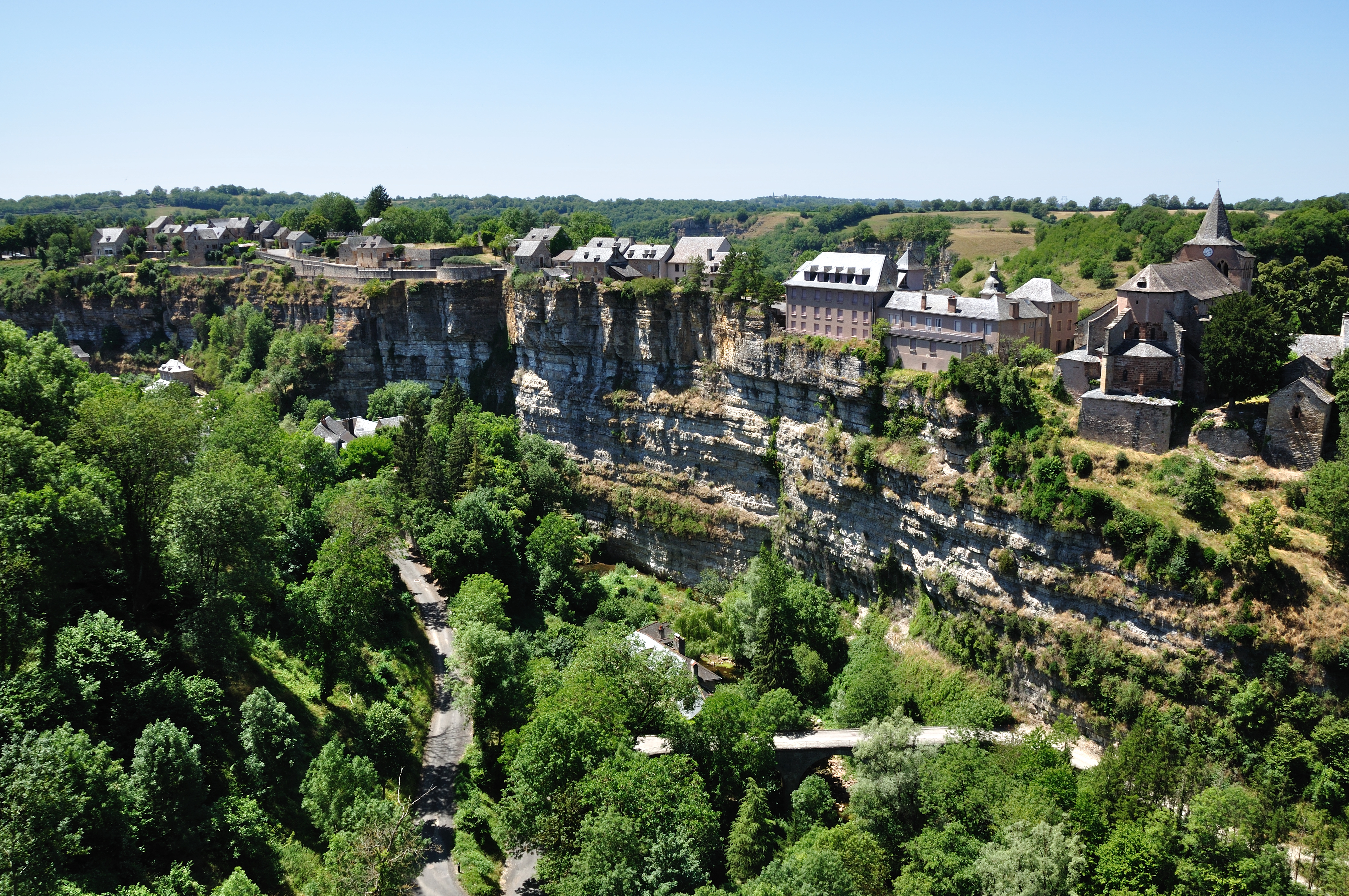
Разлом Бозуль
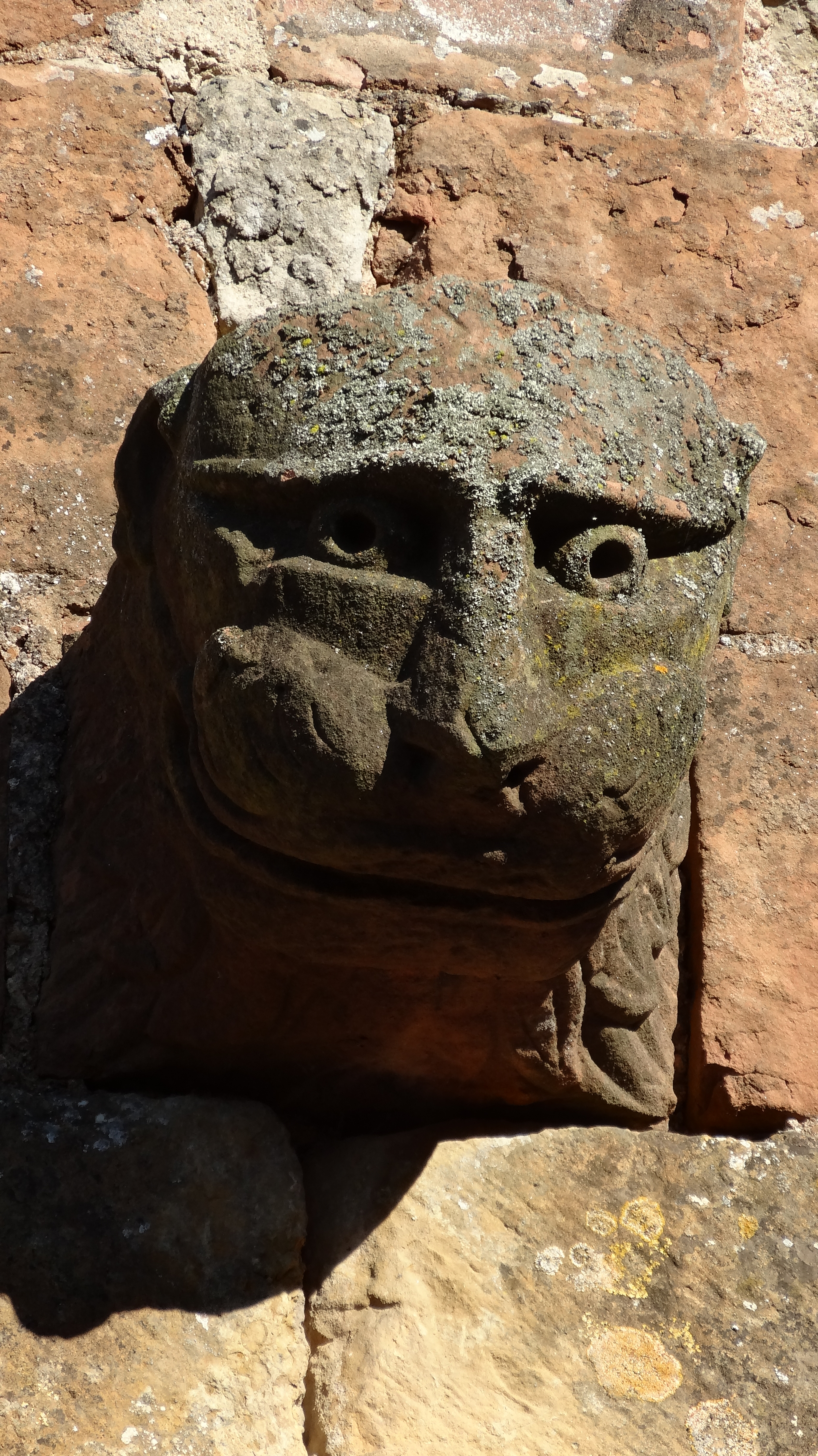
Церковь Абуль, голова льва
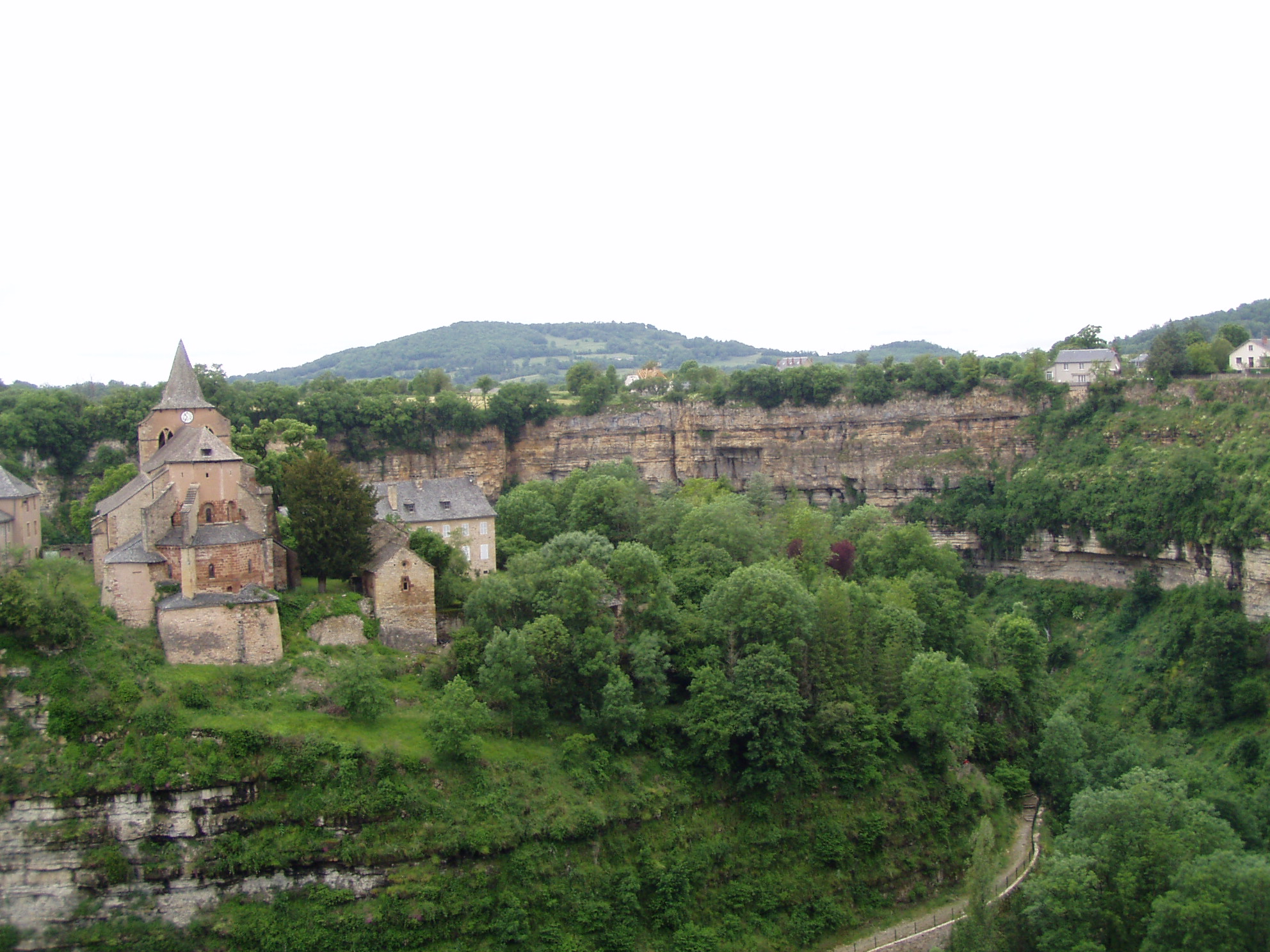
Церковь Сент-Фост